# Isachne cochinchinensis
Isachne cochinchinensis är en gräsart som beskrevs av Benedict Balansa. Isachne cochinchinensis ingår i släktet Isachne och familjen gräs. Inga underarter finns listade i Catalogue of Life.